# Честер-ле-Стрит
Честер-ле-Стрит (англ. Chester-le-Street) — город в графстве Дарем.
Город расположен в 10 км севернее Дарема на границе с графством Тайн-энд-Уир.
Население — 24227 человек (2011).

## История
Остатки поселения людей у реки Уир датируются ещё железным веком. История города берёт начало с каструма Конкангиса или Конкагиума, построенным на римской дороге. Само название города, Честер, происходит от латинского Castra, а Стрит означает римскую дорогу, пересекавшую поселение с юга на север.

## Достопримечательности
- Церковь Святой Марии и Святого Катберта — средневековая церковь. В ней в течение 112 лет находились мощи Святого Катберта до перенесения в Даремский собор.
- Замок Ламли — средневековый замок 1389 года. Сегодня является гостиницей.
- Честерский виадук — мост XIX века на дороге с Гейтсхеда в Дарем.

## Спорт
В городе есть футбольный клуб «Честер-ле-Стрит Таун», выступающий Северной футбольной лиге (10 уровень системы лиг Англии). С 2020 года с ним выступает команда «Честер-ле-Стрит Юнайтед».
Более известна в Англии крикетная команда «Дарем Крикет», три раза выигрывавшая Каунти-Чемпионшип.

## Уроженцы
Самым известным уроженцем города является Брайан Робсон, сыгравший 90 игр за сборную Англии по футболу, из них в 65 он выходил с капитанской повязкой. Так же он был 12 лет капитаном «Манчестер Юнайтед», что является клубным рекордом. Также Робсон сыграл на трёх чемпионатах мира.
Другие известные люди родом из Честер-ле-Стрита — актриса Бетти Балфур, писатель Эйден Чемберс и футболист Грант Лидбиттер.

## Галерея

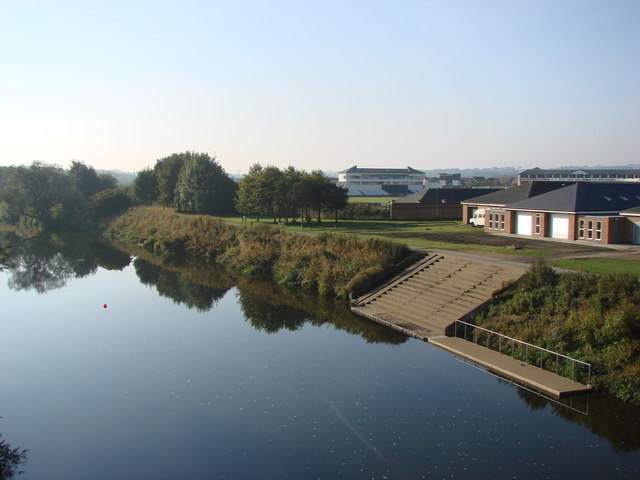
Река Уир
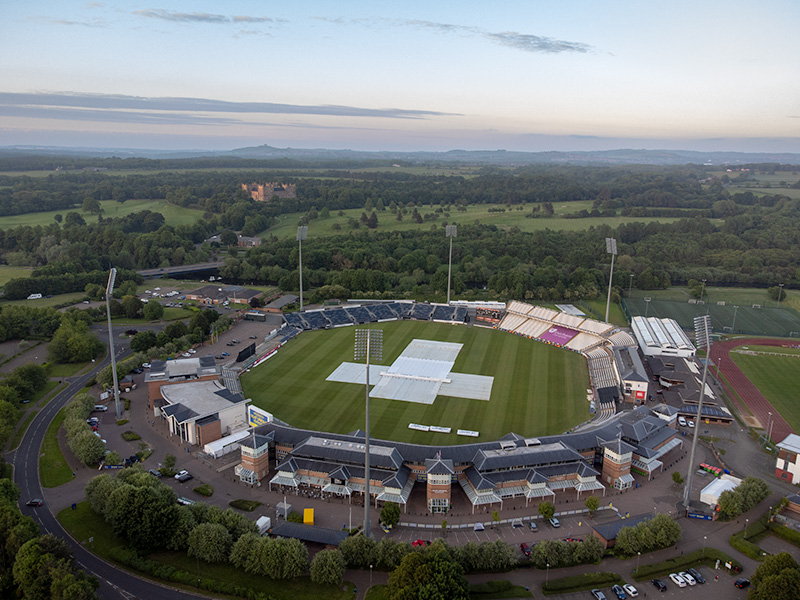
Крикетное поле
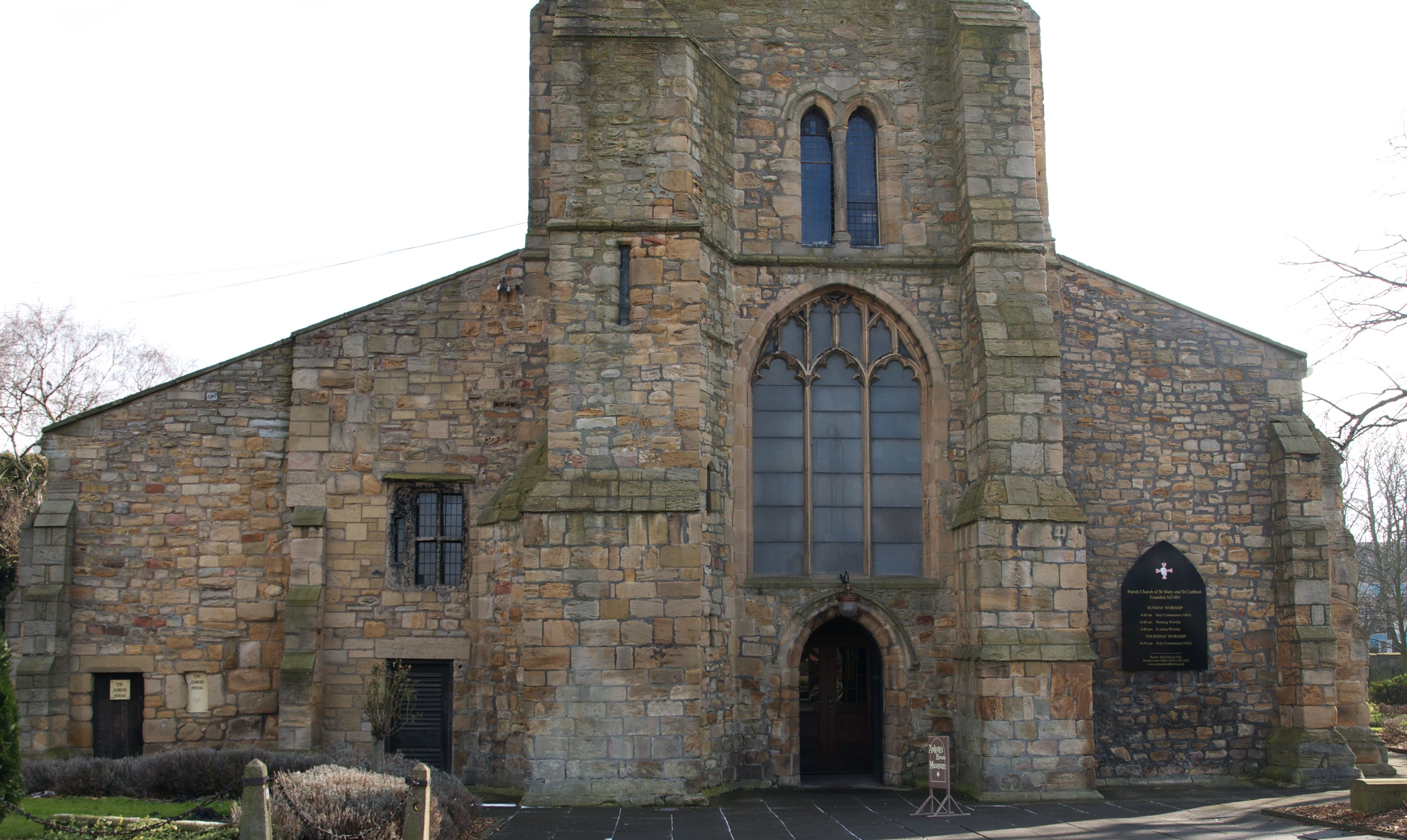
Церковь Святой Марии и Святого Катберта
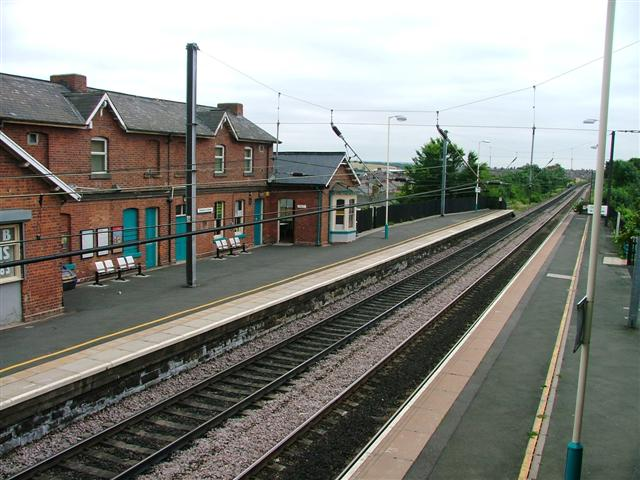
Городской вокзал